# Rezerwowe psy
Rezerwowe psy – polska strategiczna gra turowa wydana na komputery osobiste z systemem operacyjnym Windows, wydana w 1999 roku przez IPS Computer Group (obecnie Cenega). Gra zyskała duży rozgłos dzięki swojej kontrowersyjnej tematyce i sposobie dystrybucji (grę sprzedawano w drewnianym pudełku przypominającym skrzynkę na amunicję).

## Charakterystyka gry
Mechanika gry przypomina rozwiązania zastosowane m.in. w serii Jagged Alliance czy X-COM. Gracz kieruje grupą najemników i mafiozów, wykonujących zlecenia mocodawców. Cel misji najczęściej polega na zabójstwie konkretnych osób, do których dostęp utrudniają różni przeciwnicy (policjanci, funkcjonariusze SOK czy ochroniarze). W tym celu gracz musi przedostać się z jednego końca planszy na drugi, unikając po drodze przypadkowych ofiar wśród cywili.
Otoczka gry ma prześmiewczy charakter – sparodiowane zostały ugrupowania polityczne, Radio Maryja, media, znane osobistości ze świata rozrywki oraz konkurencja. Ścieżkę dźwiękową do gry stworzył zespół Kury.
Gra nie spotkała się ze zbyt ciepłym przyjęciem w prasie branżowej.
Pracowano nad sequelem gry, lecz projekt ostatecznie porzucono.

## Kontrowersje
Grę cechuje duża ilość wulgaryzmów, zarówno w dialogach postaci, jak i pod postacią grafik (np. bilbordy). Bohaterowie przed misją wypijają spore ilości alkoholu i zażywają narkotyki. Pomiędzy zadaniami postaci "regenerują" siły poprzez seks z prostytutką. W niekorzystnym świetle przedstawiona jest także policja - skorumpowani funkcjonariusze ochraniają gangsterów. Bez konsekwencji można dokonywać mordów na przechodniach, wśród których znajdują się również kobiety i dzieci.